# Dreizähnige Puppenschnecke
Die Dreizähnige Puppenschnecke (Pupilla triplicata) ist eine landlebende Schneckenart aus der Familie der Puppenschnecken (Pupillidae).

## Merkmale
Das Gehäuse ist 2,2 bis 2,8 mm (sehr selten auch bis 4 mm) lang und 1,4 mm breit (dick). Es ist zylinderförmig mit sechs bis sieben stark gewölbten Umgängen und fast halbkugelig gerundetem Apex. Die Mündung ist rundlich bis länglich-oval; der Mundrand ist umgeschlagen und verbreitert, jedoch recht dünn und zugespitzt. Der kräftige, weißliche Nackenwulst ist vom eigentlichen Mündungsrand durch eine Rinne abgesetzt. In die Mündung ragen meist drei Zähne hinein; ein Parietalzahn, ein Columellarzahn und ein Palatalzahn. Der Palatalzahn scheint gewöhnlich durch die Schale hindurch und ist von außen als weiße Linie erkennbar. Die Populationen in Ungarn bilden stets nur zwei Zähne aus. Die Außenseite des rötlich-braun gefärbten Gehäuses ist nahezu glatt, zeigt nur eine sehr feine Anwachsstreifung und glänzt dadurch.
Im zwittrigen Genitalapparat zweigt der Samenleiter früh vom Eisamenleiter ab. Der wenig gewundene Samenleiter tritt apikal in den Epiphallus ein, der an dieser Stelle etwas angeschwollen ist. Der Epiphallus ist etwa so lang wie der Penis, der Übergang ist der ein kleines konisches Caecum markiert. Nach etwa einem Drittel (nach dem Übergang Epiphallus/Penis) setzt ein langer am Ende keulenförmig verdickter Appendix an. Der Appendix ist länger als der Penis. Der Retraktormuskel teilt sich in zwei Stränge auf; der eine Strang setzt an nahe der Basis am Penisappendix an, der andere Strang an der verdicksten Stelle des Epiphallus, nahe am Eintritt des Samenleiters in den Epiphallus. Freier Eileiter und vor allem die Vagina sind vergleichsweise sehr lang. Der Stiel der Spermathek ist mäßig lang und dünn. Kurz unterhalb der kleinen Samenblase zweigt ein dünnes Divertikel ab, das längere ist als die Blase.

## Ähnliche Arten
Die Dreizähnige Puppenschnecke ist deutlich kleiner und die Anwachsstreifen auf der Oberfläche sind meist feiner als bei den anderen Pupilla-Arten. Die Zähne sind auch mehr lamellenartig als bei den anderen Pupilla-Arten.

## Geographische Verbreitung und Lebensraum
Die Art kommt von den Pyrenäen im Westen, über die Französischen und Schweizer Alpen, den Jura, einige isolierte Vorkommen weiter nördlich in Frankreich (südliches Elsass, unteres Maas-Tal) und in Süddeutschland (südlicher Fränkischer Jura), Tschechien, Südpolen, Österreich bis nach Kroatien, Ungarn, Rumänien und Bulgarien vor. Von dort zieht sich das Verbreitungsgebiet über die Karpaten, die Krim-Halbinsel, die Nordtürkei, den Kaukasus bis nach Zentralasien (Baikal-See) und zum Altai. Sie ist inzwischen auch in Nordwestafrika nachgewiesen.
Die Art bevorzugt grasige Habitate auf Kalken oder Kalkgeröll, die sonnig, trocken und mit xerophiler Vegetation bewachsen sind. Sie kommt meist zwischen 300 und 1000 m über NN vor, in der Schweiz wurde sie jedoch auch auf bis zu 2600 m Höhe gefunden.

## Taxonomie
Das Taxon wurde 1820 von Samuel Emanuel Studer als Glischrus (Pupa) triplicata erstmals beschrieben. Das Taxon wird heute allgemein als gültige Art der Gattung Pupilla anerkannt. Die Fauna Europaea verzeichnet noch folgende Synonyme: Pupa bidentata Westerlund, 1876, Pupa edentata Westerlund, 1876, Pupa parvula Mousson, 1876, Pupa suboviformis O. Boettger, 1879, Pupa unidentata Westerlund, 1876, Pupilla bibaca M. von Kimakowicz, 1890 und Pupa luxurians Reinhardt, 1877.

## Gefährdung und Schutz
Die Populationen in niedrigen Höhen sind ganz allgemein durch Habitatzerstörung gefährdet. In Rheinland-Pfalz ist die Art bereits ausgestorben. In Deutschland insgesamt gilt sie als extrem selten.

## Belege